# Genk
Genk (en limburguès Genk) és un municipi belga de la província de Limburg a la regió de Flandes.

## Evolució demogràfica
- Font:NIS

## Burgmestres

### Abans de la independència de Bèlgica
- 1796 - 1799 : Tilmanus Remans, agent
- 1799 - 1801 : Hubert Reyskens, agent
- 1801 - 1805 : Hubert Reyskens, maire
- 1805 - 1808 : Gerardus Beurkens, maire
- 1808 - 1813 : Guillaume Lantmeeters, maire en funcions
- 1813 - 1831 : Guillaume Lantmeeters, burgemestre

#### Després de la independència de Bèlgica
- 1831 - 1842 : Gerard Remans, (1806 - 1889)
- 1843 - 1854 : Pieter Houben, (1784 - 1864)
- 1855 - 1895 : Jan Lantmeeters, (1826 - 1907)
- 1896 - 1905 : Pieter Jan Houben, (1842 - 1905)
- 1905 - 1926 : Jules Lantmeeters, (1875 -1935)
- 1927 - 1942 : Jozef Lantmeeters, (1888 - 1946)
- 1942 - 1944 : Jozef Olaerts, (1914 - 1990)
- 1944 : Jozef Lantmeeters
- 1947 - 1976 : Gerard Bijnens, (1911 - 1991), CVP
- 1977 - 1986 : Louis Gaethofs, (°1933), CVP
- 1987 - eind 2009 : Jef Gabriels, (°1947), CVP
- 2009 - : Wim Dries, (°1972), CD&V

## Personatges il·lustres
- Roland Louis Gaspercic, futbolista

## Agermanaments
- Francistown
- Cieszyn
- San Giovanni in Fiore, Italy